# Mi lista de exes
Mi lista de exes es una serie de comedia romántica mexicana que se estrenó en el canal de Las Estrellas el 30 de agosto de 2018. Producida por Inna Payán para Televisa, basada en la serie israelí Mythological Ex escrita por Sigal Avin. Está protagonizada por Adriana Montes de Oca, Christopher Aguilasocho, Paola Fernández y Marcos Radosh. La serie narra la historia de María, una joven que está en busca del amor de su vida.

## Argumento
María (Adriana Montes de Oca), es una joven impulsiva que busca el amor de su vida. En su viaje para encontrarlo, recurre a la ayuda de un lector de tarot, quien le dice que su amor no está en el futuro, sino en el pasado, y ella ya lo conoce. Además, le advierte que si por su 30 cumpleaños no ha redescubierto el amor de su vida, perderá todas las oportunidades de encontrarlo. Con estas advertencias, María emprenderá una búsqueda desesperada para encontrar amor, con la ayuda de sus mejores amigos: Pedro (Christopher Aguilasocho), Ana (Paola Fernández) y Lolo (Marcos Radosh), y así creará su lista de exes.

## Reparto
- Adriana Montes de Oca como María, ella trabaja como actriz de voz pero lo único que quiere en este momento de su vida es encontrar a su alma gemela. Ella piensa que lo único que le falta en la vida es encontrar el amor de su vida.[8]

- Christopher Aguilasocho como Pedro, es un actor, aunque realmente trabaja como extra. Su sueño es ser un actor famoso, pero realmente está tratando de cubrir sus problemas de inseguridad y timidez.

- Paola Fernández como Ana, conoce a María desde la secundaria. Ella es segura de sí misma y muy abierta sexualmente y fue una reina de belleza, Miss Nuevo León, aunque lo niega.

- Marcos Radosh como Lolo, es abiertamente gay y estuvo en el armario hasta los 20 años. Tiene miedo de enamorarse por el hecho de que lo lastimarán, como su primer amor.

- Claudia Ramírez como Sonia, la madre de María.